# Agapito Francés
Agapito Francés Llamazares (f. 1869) fue un pintor español del siglo XIX.

## Biografía
Pintor natural de Palencia, fue discípulo en Roma de los señores Cochetti y Podesti en la Academia de San Lucas. En la Exposición Nacional de Bellas Artes de 1864 presentó un cuadro representando a Alfonso VIII recorriendo el campo de las Navas de Tolosa el día siguiente al de la batalla de este nombre. En la de 1866 Dos retratos, Mujer de Nettuno, Una calabresa, Mefistófeles acompaña á Fausto al aquelarre en la noche del sábado y La Concepción de Murillo (acuarela). Murió en Roma el 28 de noviembre de 1869.